# Пусянь
Пусянь (кит. упр. 蒲县, пиньинь Pú xiàn) — уезд городского округа Линьфэнь провинции Шаньси (КНР). Уезд назван в честь существовавшего здесь в эпоху Чжоу удела Пу.

## История
При империи Северная Вэй здесь были созданы уезды Пинчан (平昌县) и Шичэн (石城县). В 579 году уезд Шичэн был переименован в Пуцзы (蒲子县). При империи Суй в 581 году уезд Пинчан был присоединён к уезду Пуцзы. В 606 году уезд Пуцзы был переименован в Пусянь. При империи Тан в 618 году были созданы уезды Чанъюань (昌原县) и Чанъань (常安县), но в 627 году они были расформированы.
При чжурчжэньской империи Цзинь в 1221 году уезд Пусянь был поднят в статусе до области Пучжоу (蒲州), но при монгольской империи Юань в 1266 году область вновь была опущена в статусе до уезда, и уезд Пусянь был присоединён к уезду Сичуань (隰川县), но в 1294 году воссоздан.
В 1949 году был создан Специальный район Линьфэнь (临汾专区), и уезд вошёл в его состав. В 1954 году Специальный район Линьфэнь был объединён со Специальным районом Юньчэн (运城专区) в Специальный район Цзиньнань (晋南专区). В 1958 году уезд Пусянь был объединён с тремя другими уездами в уезд Люйлян (吕梁县), но в 1959 году воссоздан. В 1970 году Специальный район Цзиньнань был расформирован, а вместо него образованы Округ Линьфэнь (临汾地区) и Округ Юньчэн (运城地区); уезд вошёл в состав округа Линьфэнь.
В 2000 году постановлением Госсовета КНР округ Линьфэнь был преобразован в городской округ Линьфэнь.

## Административное деление
Уезд делится на 4 посёлка и 5 волостей.